# Chierpuczi
Chierpuczi (ros. Херпучи) – osiedle w Rosji, w Kraju Chabarowskim, w rejonie im. Poliny Osipienko. W 2010 liczyło 628 mieszkańców.